# یواس‌آرسی جیمز سی دابین (۱۸۵۳)
یواس‌آرسی جیمز سی دابین (۱۸۵۳) (به انگلیسی: USRC James C. Dobbin (1853)) یک کشتی بود که طول آن 93' 9" بود. این کشتی در سال ۱۸۵۳ ساخته شد.